# 32282 Arnoldmong
32282 Arnoldmong este o planetă minoră (asteroid), cu un diametru de 7,93 km, din centura de asteroizi. A fost descoperită pe 2 august 2000 la Experimental Test Site⁠(d) de Lincoln Near-Earth Asteroid Research. 
Obiectul prezintă o orbită caracterizată de o semiaxă mare de 3,1451292 UAi, o excentricitate de 0,17, o înclinație de 0,72966 ° în raport cu ecliptica.